# کریس کاریاسو
کریس کاریاسو (انگلیسی: Chris Cariaso؛ زادهٔ ۲۷ مهٔ ۱۹۸۱) ورزشکار هنرهای رزمی ترکیبی اهل ایالات متحده آمریکا است.